# Tatort: Ein Glücksgefühl
Ein Glücksgefühl ist ein Fernsehfilm aus der Kriminalreihe Tatort der ARD und des ORF. Der Film wurde unter der Regie von Fillipos Tsitos vom Norddeutschen Rundfunk produziert und am 30. Januar 2005 im Programm Das Erste zum ersten Mal gesendet.
Kriminalhauptkommissar Casstorff (Robert Atzorn) und sein Team geraten nach mühseligen Ermittlungen in Zockerkreise.

## Handlung
Hamburg bei Nacht – und mittendrin ist eine hübsche, 19-jährige Frau, die vor Glück in Pfützen tanzt. Am nächsten Morgen wird sie tot, in einem Baugerüst hängend und mit Schürfwunden, aufgefunden. Die Französin hatte eine größere Menge Bargeld bei sich und war als Au-pair bei den Erichs beschäftigt. Die beschreiben Natalie als sehr zurückhaltend und scheu. Allerdings trug sie in der Nacht den Schmuck von Frau Erichs.
Kurz vor dem Exitus rettet seine Haushälterin dem Versicherungsagenten Wolfgang Bechter das Leben, das er sich mit einem Cocktail aus Sedativa und Antidepressiva nehmen wollte. In seinem Abschiedsbrief schreibt er von Natalie als „kleiner Französin“. In der nächtlichen Einstiegsszene wurden sie kurz gemeinsam gezeigt. Laut Aussage der Geschäftsführung seines Arbeitgebers, der Horizont Versicherung, habe er in der Vergangenheit bereits des Öfteren Geld unterschlagen. Sein Kumpel Klaus Offenbach beschreibt, wie er Bechter in die Versicherung vermittelt habe und bestätigt, dass der sich mit dem anderen Geschlecht schwertat.
Holicek versucht sich in die Freizeitgestaltung von Bechter hineinzuversetzen und kommt durch eine Taxiquittung in eine Kneipe, wo sich Bechter Geld leihen wollte. Die Aussage des Wirtes führt die Kommissare zu Klaus Offenbach. Der schildert Wolfgang Bechter als süchtigen Spieler. Die zeitintensiven Ermittlungen im Milieu führen durch die Hartnäckigkeit Casstorffs zunächst zum Gerücht eines Gerüchts: Es soll Spiele ohne Limits und Regeln geben und eine Französin soll zu weit gegangen sein. Der wirklich spielsüchtige Klaus Offenbach nennt Casstorff eine Adresse: das „Würfelzimmer“, ein „Swinger-Club für Zocker“. Allerdings finden die Ermittler dort nur noch eine Baulücke. In einer weiteren ruhelosen Nacht findet Casstorff endlich das Würfelzimmer, wo auch die serbische Zigarettenmarke geraucht wird, deren Kippen am Fundort von Natalie herumlagen. Helim Asam bestätigt, mit Natalie gespielt zu haben. Sie war begleitet von so „einem Typ“, der ihr nach dem Verlust des Schmuckes ein Geldbündel zum Weiterspielen gab. Mangels Wertsachen als Einsatz für das letzte Spiel bietet Natalie ihren Körper an. Aber: Sie gewinnt! Alles!
Helim gibt an, Natalia nachgegangen zu sein und sie um ein Almosen für seine Kinder gebeten zu haben. Das glaubt ihm Casstorff nicht. Als letzten Reiz, die ganze Wahrheit zu erfahren, legt Casstorff seine Dienstwaffe auf den Spieltisch. Das nötigt Helim jedoch, diese zu sich zu nehmen, zunächst Casstorff zu bedrohen und sich schließlich selbst das Leben zu nehmen.

## Rezeption

### Einschaltquoten
Die Erstausstrahlung von Ein Glücksgefühl am 30. Januar 2005 wurde in Deutschland insgesamt von 8,98 Millionen Zuschauern gesehen und erreichte einen Marktanteil von 23,20 Prozent für Das Erste.

### Kritik
Die Kritiker der Fernsehzeitschrift TV Spielfilm gaben für diesen „feine[n] Fall mit unterhaltsamen Kameramätzchen“ den Daumen nach oben und meinten: „Casstorff im neuen Look: echt verwegen!“.